# Bendición de autos en Copacabana
La bendición de autos, también conocida como bendición de movilidades o ch'alla de movilidades, es una tradición boliviana que se desarrolla en el templo de Copacabana, a orillas del lago Titicaca.
Todos los días, desde las 10:00 am, personas de todas partes de Bolivia, Perú y otros países de Sudamérica llegan al templo de Copacabana con la intención de que la virgen de Copacabana bendiga sus automóviles, de tal modo que no sufran ningún accidente. Los coches van desde automóviles pequeños hasta camiones grandes y se presentan frente al templo adornados con flores y otros ornamentos. Los sacerdotes rocían agua bendita sobre los automóviles y luego los dueños echan bebidas alcohólicas al suelo, para agradecer a la Pachamama. La ceremonia se completa con petardos. Según la tradición, la virgen extiende la vida de objetos y de personas y, por tal razón, lo primero que una persona debe hacer cuando compra un automóvil (no importa si es nuevo o de segunda mano) es llevarlo a bendecir a Copacabana. La bendición se realiza todas las mañanas, pero principalmente los fines de semana, en días festivos y en el mes de agosto, que es cuando se celebra la fiesta de la virgen en Copacabana. 

## Historia
El Rituale Romanum de 1964 ya registra la bendición de movilidades, sin embargo, Copacabana es un destino de peregrinación desde hace siglos. La Isla del Sol, cercana a Copacabana, era un lugar sagrado para los incas, quienes consideraban que allí habían nacido Mama Ocllo y Manco Capac por gracia del dios Inti, siendo los dos primeros seres humanos en existir. Dada la importancia de este espacio, los conquistadores españoles edificaron allí un templo para hacer frente a lo que ellos consideraban prácticas idólatras, reemplazando con fe a la virgen la antigua devoción de los pobladores al Sol, la Luna y la Tierra. Más allá de este acto de transculturación, el lugar mantuvo su fama de milagroso y ya en 1621 el sacerdote Alonso Ramós Gavilán había documentado 132 milagros efectuados por la virgen.[cita requerida]
Según el guía turístico Gustavo Morales, la tradición comenzó en los años 50, época en que bolivianos y peruanos querían recibir la bendición de la virgen pero no podían trasladar hasta Copacabana sus casas o terrenos, por lo que trasladaban lo más valioso que tenían después de eso: sus automóviles.[cita requerida]